# Golden Best 〜15th Anniversary〜
『Golden Best 〜15th Anniversary〜』（ゴールデン・ベスト フィフティーンス・アニヴァーサリー）は、ZARDの2枚組ベスト・アルバム。規格品番は初回限定盤の『AQUA 〜Summer〜』JBCJ-9013〜14、『CRYSTAL 〜Autumn to Winter〜』JBCJ-9015〜16、『DREAM 〜Spring〜』JBCJ-9017〜18、通常盤のCD2枚組 JBCJ-9019～20。

## 概要
- デビュー15周年記念で発売された、『ZARD BEST The Single Collection 〜軌跡〜』、『ZARD BEST 〜Request Memorial〜』から7年ぶり、通算3枚目のベストアルバムである（『ZARD BLEND 〜SUN & STONE〜』、『ZARD BLEND II 〜LEAF & SNOW〜』はセレクションアルバムであるため、厳密な意味でのベストアルバムではない）。
- 「MIND GAMES」を除く全てのオリコン1位獲得曲を収録。また、収録曲の大半が過去のベストアルバム及びセレクションアルバムと重複しているが、全てのトラックがクリス・ベルマン（Bernie Grundman Mastering）のリマスタリングにより非常にクリアな音に仕上がっている[1][2]。
- 初回特典として、今までのTV SPOT（CM集）から厳選した映像を収録したDVDを同梱。DVDの内容は3種類あり、1パッケージに1種が封入されている。なお価格に大きな差はなく、初回盤は￥3,500で通常盤は￥3,200である。
- パッケージには今までのZARDの歴史を坂井泉水のコメント付で書いたブックレット「Golden History 1991〜2006」が封入されている。このブックレットの2002〜2006の下の字が「2001」となっているが、正しくは「2002」であり、また次のページの「2002」の文字は「2003」の誤りである（お詫びとお知らせ参照・なお、再生産された初回盤では修正されている）。ブックレットには作品別の累計売上も掲載されているが、ほぼ全ての作品が出荷ベースでの売上枚数となっている。
- シングルで本作未収録となったのは、1991年発売「不思議ね…」「もう探さない」1994年発売「Boy」1995年発売「Just believe in love」1997年発売「君に逢いたくなったら…」「風が通り抜ける街へ」1998年発売「息もできない」「新しいドア 〜冬のひまわり〜」「GOOD DAY」1999年発売「MIND GAMES」「世界はきっと未来の中」「痛いくらい君があふれているよ」「この涙 星になれ」2000年発売「Promised you」2002年発売「さわやかな君の気持ち」2003年発売「明日を夢見て」「瞳閉じて」2004年発売「かけがえのないもの」2006年発売「悲しいほど貴方が好き/カラッといこう!」の計20曲。
- 本アルバムに収録されている27曲のうち、2016年2月10日に発売されたベストアルバム『ZARD Forever Best 〜25th Anniversary〜』には、「もっと近くで君の横顔見ていたい」「今日はゆっくり話そう」「ハートに火をつけて」を除く24曲が収録された。
- なお、42ndシングル「ハートに火をつけて」が収録されているのは今作のみである。

## チャート成績
オリコンチャート初登場で25.1万枚を突破し、「時間の翼」以来5年8か月振りの1位を獲得した。また、2006年年間アルバムチャートでは、26位を記録した。
この作品を最後に坂井泉水によるZARDとしての新曲の発表が事実上途絶えた事、坂井自身が2007年5月に他界した事により、デビュー曲から生前最後のシングル曲まで収録された本作が事実上のオールタイム・ベストアルバムになった。また、坂井の逝去後、今作の売上が急上昇し、2007年6月11日付週間アルバムCDランキングにおいて、前週オリコン300位圏外から、週間ランキング3位まで上昇した。このランキング上昇の幅は、当時のオリコンチャート史上初であり、2022年現在も破られていない。また、その翌週には2位を獲得した。この売上増加により、トータルセールスも上昇し、2007年オリコンアルバム年間チャートの19位に2年連続でランクインした。
最終的に、オリコンでは94.3万枚の売上を記録し、出荷ベースでミリオンを記録している。

## 収録曲
| 全作詞: 坂井泉水。 |                                  |          |            |                    |
| #                  | タイトル                         | 作詞     | 作曲       | 編曲               |
| 1.                 | 「Good-bye My Loneliness」       | 坂井泉水 | 織田哲郎   | 葉山たけし         |
| 2.                 | 「眠れない夜を抱いて」           | 坂井泉水 | 織田哲郎   | 明石昌夫・池田大介 |
| 3.                 | 「IN MY ARMS TONIGHT」           | 坂井泉水 | 春畑道哉   | 明石昌夫           |
| 4.                 | 「負けないで」                   | 坂井泉水 | 織田哲郎   | 葉山たけし         |
| 5.                 | 「君がいない」                   | 坂井泉水 | 栗林誠一郎 | 明石昌夫           |
| 6.                 | 「揺れる想い」                   | 坂井泉水 | 織田哲郎   | 明石昌夫           |
| 7.                 | 「もう少し あと少し…」           | 坂井泉水 | 栗林誠一郎 | 明石昌夫           |
| 8.                 | 「きっと忘れない」               | 坂井泉水 | 織田哲郎   | 明石昌夫           |
| 9.                 | 「この愛に泳ぎ疲れても」         | 坂井泉水 | 織田哲郎   | 明石昌夫           |
| 10.                | 「Oh my love」                   | 坂井泉水 | 織田哲郎   | 明石昌夫           |
| 11.                | 「こんなにそばに居るのに」       | 坂井泉水 | 栗林誠一郎 | 明石昌夫           |
| 12.                | 「あなたを感じていたい」         | 坂井泉水 | 織田哲郎   | 織田哲郎           |
| 13.                | 「愛が見えない」                 | 坂井泉水 | 小澤正澄   | 葉山たけし         |
| 14.                | 「サヨナラは今もこの胸に居ます」 | 坂井泉水 | 栗林誠一郎 | 葉山たけし         |

| 全作詞: 坂井泉水。 |                                          |          |            |            |
| #                  | タイトル                                 | 作詞     | 作曲       | 編曲       |
| 1.                 | 「マイ フレンド」                        | 坂井泉水 | 織田哲郎   | 葉山たけし |
| 2.                 | 「心を開いて」                           | 坂井泉水 | 織田哲郎   | 池田大介   |
| 3.                 | 「Today is another day」                 | 坂井泉水 | 織田哲郎   | 池田大介   |
| 4.                 | 「Don't you see!」                       | 坂井泉水 | 栗林誠一郎 | 葉山たけし |
| 5.                 | 「永遠」                                 | 坂井泉水 | 徳永暁人   | 徳永暁人   |
| 6.                 | 「My Baby Grand 〜ぬくもりが欲しくて〜」 | 坂井泉水 | 織田哲郎   | 池田大介   |
| 7.                 | 「運命のルーレット廻して」               | 坂井泉水 | 栗林誠一郎 | 池田大介   |
| 8.                 | 「Get U're Dream」                       | 坂井泉水 | 大野愛果   | 葉山たけし |
| 9.                 | 「もっと近くで君の横顔見ていたい」       | 坂井泉水 | 大野愛果   | 池田大介   |
| 10.                | 「今日はゆっくり話そう」                 | 坂井泉水 | 大野愛果   | 徳永暁人   |
| 11.                | 「星のかがやきよ」                       | 坂井泉水 | 大野愛果   | 葉山たけし |
| 12.                | 「夏を待つセイル(帆)のように」           | 坂井泉水 | 大野愛果   | 葉山たけし |
| 13.                | 「ハートに火をつけて」                   | 坂井泉水 | 大野愛果   | 葉山たけし |

## 楽曲解説
- 詳細は各項目参照。
- ★：オリコン1位獲得シングル　○：ミリオン突破シングル　▲：オリジナルアルバム収録曲

### Disc1
1. Good-bye My Loneliness
1stシングル　1991年発売
2. 眠れない夜を抱いて
4thシングル　1992年発売
3. IN MY ARMS TONIGHT
5thシングル　1992年発売
4. 負けないで★○
6thシングル　1993年発売
5. 君がいない
7thシングル　1993年発売
6. 揺れる想い★○
8thシングル　1993年発売
7. もう少し あと少し…
9thシングル　1993年発売
8. きっと忘れない★
10thシングル　1993年発売
9. この愛に泳ぎ疲れても★
11thシングル「この愛に泳ぎ疲れても／Boy」の1曲目。　1994年発売
10. Oh my love▲
5thオリジナルアルバム『OH MY LOVE』収録曲。　1994年発売
11. こんなにそばに居るのに★
12thシングル　1994年発売
12. あなたを感じていたい
13thシングル　1994年発売
13. 愛が見えない
15thシングル　1995年発売
14. サヨナラは今もこの胸に居ます★
16thシングル　1995年発売

### Disc2
1. マイ フレンド★○
17thシングル　1996年発売
2. 心を開いて★
18thシングル　1996年発売
3. Today is another day▲
7thオリジナルアルバム『TODAY IS ANOTHER DAY』収録曲。　1996年発売
4. Don't you see!★
19thシングル。シングルバージョンではなく、セレクションアルバム『ZARD BLEND 〜SUN&STONE〜』に収録されたバージョン。　1997年発売
5. 永遠★
22ndシングル。シングルバージョンではなく、8thアルバム『永遠』に収録されたバージョン。1997年発売
6. My Baby Grand 〜ぬくもりが欲しくて〜
23rdシングル　1997年発売
7. 運命のルーレット廻して★
25thシングル。シングルバージョンはアルバム初収録。　1998年発売
8. Get U're Dream
32ndシングル　2000年発売
9. もっと近くで君の横顔見ていたい
37thシングル。シングルバージョンはアルバム初収録。　2003年発売
10. 今日はゆっくり話そう
39thシングル　2004年発売
11. 星のかがやきよ
40thシングル「星のかがやきよ／夏を待つセイル（帆）のように」の1曲目。　2005年発売
12. 夏を待つセイル（帆）のように
40thシングル「星のかがやきよ／夏を待つセイル（帆）のように」の2曲目。　2005年発売
13. ハートに火をつけて
42ndシングル。アルバム初収録。　2006年発売

### 初回限定盤DVD
※複数バージョン有り
- 『AQUA 〜Summer〜』
揺れる想い / OH MY LOVE (AL) ※ / こんなにそばに居るのに ※ / 愛が見えない / 心を開いて ※ / TODAY IS ANOTHER DAY (AL) / ZARD BLEND 〜SUN & STONE〜 (AL) ※ / 風が通り抜ける街へ / 世界はきっと未来の中 / さわやかな君の気持ち / かけがえのないもの / ハートに火をつけて / ZARD BEST The Single Collection 〜軌跡〜 (AL)
- 『CRYSTAL 〜Autumn to Winter〜』
もう少し あと少し… / きっと忘れない / あなたを感じていたい / サヨナラは今もこの胸に居ます / 永遠 (SG & AL) / My Baby Grand〜ぬくもりが欲しくて〜 / 運命のルーレット廻して / 新しいドア 〜冬のひまわり〜 / GOOD DAY / ZARD BEST 〜Request Memorial〜 (AL) ※ / この涙 星になれ / Get U're Dream / promised you / もっと近くで君の横顔見ていたい / 今日はゆっくり話そう / LIVE DVD"What a beautiful moment" ※ / 君とのDistance (AL)
- 『DREAM 〜Spring〜』
負けないで / 君がいない / この愛に泳ぎ疲れても／Boy ※ / Just believe in love / forever you (AL) ※ / マイ フレンド ※ / Don't you see! / 君に逢いたくなったら… ※ / 息もできない / MIND GAMES / ZARD Cruising & Live 〜限定盤ライヴCD〜 (LIVE AL) ※ / 明日を夢見て / 止まっていた時計が今動き出した (AL) / 星のかがやきよ／夏を待つセイル（帆）のように / 悲しいほど貴方が好き/カラッといこう!